# Nazionale maschile di calcio a 5 della Costa Rica
La nazionale di calcio a 5 della Costa Rica è, in senso generale, una qualsiasi delle selezioni nazionali di Calcio a 5 della Federazione calcistica della Costa Rica che rappresentano la Costa Rica nelle varie competizioni ufficiali o amichevoli riservate a squadre nazionali.

## I mondiali FIFUSA
Questa squadra nazionale ha iniziato la propria attività internazionale nel 1982 ancora sotto l'egida della FIFUSA, durante il primo campionato mondiale, la selezione del piccolo stato centroamericano giunse ultima nel proprio girone con quattro sconfitte in altrettante gare. La Costa Rica si ripresentò puntuale tre anni dopo per la manifestazione mondiale in Spagna, inserita nel Girone C di Madrid, anche in questo caso raccolse poco, con tre sconfitte in tre gare e l'eliminazione al primo turno. Il primo risultato storico per la selezione costaricana porta la data del 23 ottobre 1988: a Melbourne, durante il mondiale australiano, i costaricani vincono la loro prima gara in un campionato del mondo battendo la Nuova Zelanda per 9-2. Nonostante questo risultato, la Costa Rica non approda al secondo turno.

## La storia dopo il 1988
Il primo mondiale FIFA non vede la partecipazione della selezione costaricana, con nord e centro America rappresentato da Stati Uniti e Canada. La Costa Rica torna alla rassegna iridata tre anni dopo ad Hong Kong quando viene inserita nel girone con Brasile, Belgio ed Australia e dove giungerà ultima con zero punti.
In vista dei mondiali 1996 in Spagna, la federazione CONCACAF indice quindi la prima rassegna continentale di calcio a 5 valevole anche per la qualificazione ai mondiali. Nella manifestazione che si tiene in Guatemala, la Costa Rica nel girone a tre ottiene una vittoria e un pareggio, ma in virtù della differenza reti rimane fuori dalle semifinali a favore di USA e Cuba, il che automaticamente significa anche mancata qualificazione ai mondiali.
La selezione centroamericana si rifà quattro anni dopo nella medesima manifestazione: a San José davanti al proprio pubblico, nella finale con Cuba, la Costa Rica vince 2-0 ed in virtù della sua presenza in finale, accede ai mondiali di Guatemala, dove ottiene la sua seconda storica vittoria ai danni dell'Australia, ma anche a causa delle successive sconfitte contro Russia e Croazia, ai costaricani viene precluso il passaggio del turno.
Quattro anni più tardi, nella seconda rassegna continentale consecutiva organizzata in casa ad Heredia, la Costa Rica vince il proprio girone a punteggio pieno su Messico, Trinidad e Tobago e Suriname, ma viene sconfitta in semifinale 4-0 dagli Stati Uniti poi campioni, risultato che segna l'esclusione dei costaricani dal mondiale programmato in dicembre a Taiwan.
La selezione costaricana non riesce neanche a passare il turno nel torneo nordamericano del 2008, nonostante un 13-0 rifilato all'Haiti e complici il pari 6-6 contro il Panama e la sconfitta contro gli Stati Uniti. Riesce tuttavia a rifarsi vincendo il torneo di quattro anni dopo, battendo il Guatemala in finale e qualificandosi quindi alla rassegna tenutasi in Thailandia. Nel torneo arriva però ultimo in un girone contro Ucraina, Paraguay e i padroni di casa, vincendo solo contro i sudamericani (terza vittoria nella storia dei mondiali).
Nel 2016, la Costa Rica vince per la terza volta il campionato CONCACAF, stavolta battendo in finale il Panama; la partecipazione alle semifinale nel torneo gli vale in anticipo la partecipazione al campionato colombiano. La selezione caraibica stavolta riesce per la prima volta nella sua storia a superare la fase a gironi: vince contro le Isole Salomone, perde contro il Kazakistan e pareggia contro l'Argentina, e riesce a passare il turno finendo tra le migliori terze. Il cammino si interrompe però con un umiliante 4-0 per mano del Portogallo.
In maniera non dissimile, la Costa Rica vince anche l'edizione 2021 del Campionato CONCACAF e si qualifica per la rassegna in Lituania, dove però viene eliminata al primo turno, dato che i tre punti conquistati con la vittoria contro i padroni di casa si rivelano insufficienti.
Nel 2024, pur perdendo la striscia di titoli consecutivi dopo essere finito quarto al campionato CONCACAF, si qualifica comunque da semifinalista del torneo al mondiale in Uzbekistan. Qui si ripete la storia di otto anni prima: perde contro il Paraguay, pareggia contro i Paesi Bassi e vince contro i padroni di casa; i quattro punti ottenuti bastano per passare il turno come una delle migliori terze, ma ancora una volta il cammino si interrompe agli ottavi di finale, stavolta per mano del Brasile.

## Palmarès

### Campionati mondiali
La Costa Rica conta su cinque partecipazioni ai campionati del mondo, ma in tutte e cinque le occasioni è stata eliminata al primo turno, attualmente sulle sedici partite disputate conta due vittorie (contro la Nuova Zelanda nel 1988 e contro l'Australia nel 2000) a fronte di 14 sconfitte.

### Campionati CONCACAF
Una volta Campione CONCACAF nella rassegna ospitata in casa nel 2000, con automatica qualificazione al campionato del mondo, la Costa Rica è giunta nel 2004 terza classificata dietro a USA e Cuba, dopo aver battuto 12-5 il Messico nella finale per il 3º-4º posto.

## Risultati nelle competizioni internazionali

### Mondiali FIFUSA
- 1982 - Primo turno
- 1985 - Primo turno
- 1988 - Primo turno

### FIFA Futsal World Championship
- 1989 - non qualificata
- 1992 - Primo turno
- 1996 - non qualificata
- 2000 - Primo turno
- 2004 - non qualificata
- 2008 - non qualificata
- 2012 - Primo turno
- 2016 - Ottavi di finale
- 2021 - Primo turno
- 2024 - Ottavi di finale

### CONCACAF Futsal Tournament
- 1996 - Primo turno
- 2000 - Campione CONCACAF
- 2004 - Terzo posto (battuto il Messico 12-5)
- 2008 - Primo turno
- 2012 - Campione CONCACAF
- 2016 - Campione CONCACAF
- 2021 - Campione CONCACAF
- 2024 - Quarto posto

## Rosa
Allenatore:  Diego Solis
| N. | Pos. | Giocatore          | Data nascita (età)         | Pres. | Reti | Squadra               |
| -- | ---- | ------------------ | -------------------------- | ----- | ---- | --------------------- |
| 1  | P    | Jairo Toruno       | 22 novembre 1983 (28 anni) |       |      | T-Shirt Mundo         |
| 2  | PV   | Adonay Vindas      | 25 ottobre 1985 (27 anni)  |       |      | Borussia              |
| 3  | P    | Justin Wallace     | 28 maggio 1985 (27 anni)   |       |      | Barrio Peralta        |
| 4  | PV   | Luis Navarrete     | 25 agosto 1991 (21 anni)   |       |      | Municipal Alajuela    |
| 5  | D    | Edwin Cubillo      | 23 agosto 1987 (25 anni)   |       |      | Borussia              |
| 6  | PV   | Jorge Arias        | 13 febbraio 1984 (28 anni) |       |      | T Shirt Mundo         |
| 7  | D    | Alejandro Paniagua | 20 maggio 1986 (26 anni)   |       |      | Barrio Peralta        |
| 8  | PV   | Jose Guevara       | 16 marzo 1991 (21 anni)    |       |      | Barrio Peralta        |
| 9  | D    | Marco Carvajal     | 2 dicembre 1981 (30 anni)  |       |      | Goicoechea - Extremos |
| 10 | PV   | Michael Cordoba    | 1º giugno 1983 (29 anni)   |       |      | Goicoechea - Extremos |
| 11 | PV   | Aaron Jerez        | 24 febbraio 1982 (30 anni) |       |      | Paraiso Futsal        |
| 12 | PV   | Diego Zuniga       | 11 luglio 1990 (22 anni)   |       |      | T Shirt Mundo         |
| 13 | PV   | Erick Brenes       | 16 dicembre 1989 (22 anni) |       |      | Paraiso Futsal        |
| 14 | P    | Alvaro Santamaria  | 1º aprile 1988 (24 anni)   |       |      | Barrio Peralta        |